# Brenouille
Brenouille est une commune française située dans le département de l'Oise en région Hauts-de-France. Ses habitants sont appelés les Brenouillois et les Brenouilloises.

## Géographie

### Description
- 1Carte dynamique
- 2Carte OpenStreetMap
- 3Carte topographique
- 4Carte avec les communes environnantes

La commune de Brenouille se situe à 68 kilomètres au sud d'Amiens, à 36 kilomètres au sud-est de Beauvais, à 24 kilomètres au sud-ouest de Compiègne et à 51 kilomètres au nord de Paris.
Le territoire comporte dans la direction parallèle à l'Oise une étendue triple que de sa dimension du nord au sud. Le chef-lieu est placé entre la montagne et la rivière. Le terroir, limité au sud par cette dernière, s'étend en grande partie dans la plaine basse qui a remplacé la Grande Mer, un lac qui s'y trouvait il y a 2000 ans. Au nord-ouest, il occupe partiellement la montagne de Rocq, monticule isolé, assez vaste, qui domine l'Oise de plus de 70 mètres. La commune s'élève entre 27 et 108 mètres au-dessus du niveau de la mer. On trouve 29,47 mètres au repère de nivellement placé près de l'Oise, à 800 mètres en aval de la limite communale de Pont-Sainte-Maxence, 30 mètres sur la voie ferrée de Creil à Compiègne, 31 mètres au carrefour dit de la Bascule, 58 mètres au pied de l'église paroissiale et 108 mètres au Mont de Roc.
La colline de Rocq, comme ses voisines de Verderonne, Moimont et de Cateau, présente un ensemble et une disposition de couches conformes en tout à celles du plateau de Liancourt, ce qui est une preuve de leur origine commune. On remarque sur les pentes de gros blocs de roche descendus des bancs supérieurs lorsque le sable sur lequel ils reposaient a été enlevé, constituées de calcaire grossier (pierre et moellon). La partie de la plaine, à l'est du village, a été recouverte par les apports de l'Oise. La commune se situe en zone de sismicité 1.

### Communes limitrophes
|       | Cinqueux            | Monceaux                      |
| Rieux | Brenouille          | Les Ageux Pont-Sainte-Maxence |
|       | Verneuil-en-Halatte | Beaurepaire                   |

### Hydrographie

#### Réseau hydrographique
La commune est située dans le bassin Seine-Normandie. Elle est drainée par le ruisseau de Popincourt, le cours d'eau 01 de la commune de Cinqueux, le cours d'eau 01 de la commune des Ageux, le fossé 01 de la commune de Beaurepaire, le Fossé de la Cascade et le ruisseau des Champs Baron,,.
La commune de situe sur la rive droite de l'Oise, rivière naissant à Chimay en Belgique et se jetant dans la Seine à Conflans-Sainte-Honorine. Elle en constitue la limite méridionale, de Pont-Sainte-Maxence à Rieux. À hauteur du village le ruisseau de Popincourt rejoint l'Oise après avoir reçu les fossés des Champs Baron et de Monceaux. Ces ruisseaux apportent les eaux du coteau et de la plaine qu'occupait autrefois l'ancien lac de la Grande Mer. Deux étangs ont été créés dans la plaine alluviale, près de la limite communale avec Les Ageux. Deux stations d'épuration se trouvent dans la zone artisanale de Pont-Sainte-Maxence, au sud-est. Des réservoirs à eau ont été installés près de la ferme de Rocq et du stade communal. Une partie de la commune se situe en zone inondable, qui s'étend le long de l'Oise. Les zones les plus basses du territoire sont situées au-dessus de plusieurs nappes phréatiques sous-affleurantes.

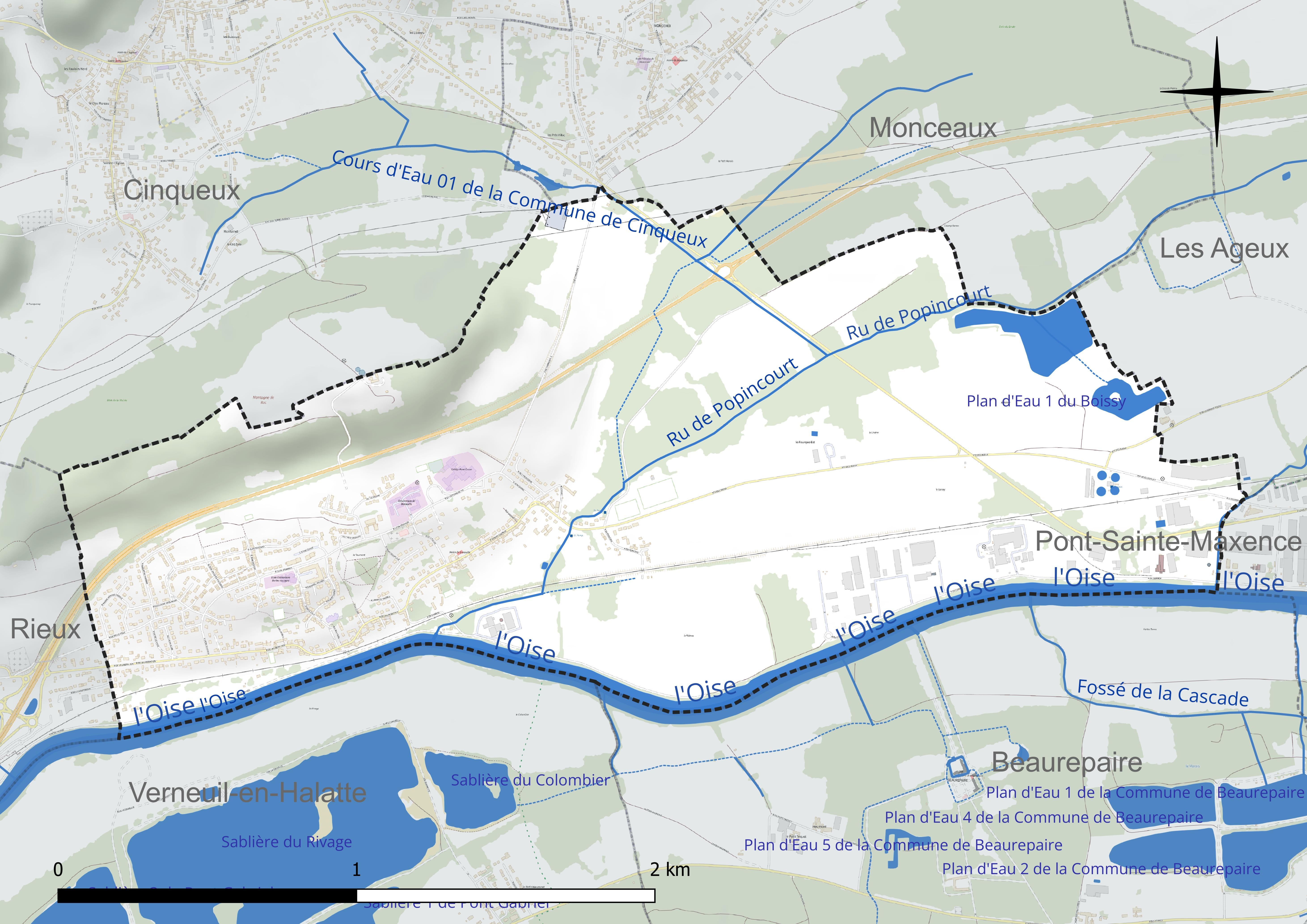
Réseau hydrographique de Brenouille.

Deux plans d'eau complètent le réseau hydrographique : le plan d'eau 1 du Boissy, d'une superficie totale de 1,9 ha (1,9 ha sur la commune) et le plan d'eau 2 du Boissy (5,2 ha),.

#### Gestion et qualité des eaux
Le territoire communal est couvert par le schéma d'aménagement et de gestion des eaux (SAGE) « Sensée ». Ce document de planification concerne un territoire de 789 km2 de superficie, délimité par trois bassins versants en totalité ou en partie (Aisne, Oise et Aronde). Le périmètre a été arrêté le 16 octobre 2001 et le SAGE proprement dit a été approuvé le 8 juin 2009, puis révisé le 27 novembre 2019. La structure porteuse de l'élaboration et de la mise en œuvre est le syndicat mixte Oise-Aronde.
La qualité des cours d'eau peut être consultée sur un site dédié géré par les agences de l'eau et l'Agence française pour la biodiversité.

### Climat
Pour des articles plus généraux, voir Climat des Hauts-de-France et Climat de l'Oise.
En 2010, le climat de la commune est de type climat océanique dégradé des plaines du Centre et du Nord, selon une étude du CNRS s'appuyant sur une série de données couvrant la période 1971-2000. En 2020, Météo-France publie une typologie des climats de la France métropolitaine dans laquelle la commune est dans une zone de transition entre le climat océanique et le climat océanique altéré et est dans la région climatique Nord-est du bassin Parisien, caractérisée par un ensoleillement médiocre, une pluviométrie moyenne régulièrement répartie au cours de l'année et un hiver froid (3 °C).
Pour la période 1971-2000, la température annuelle moyenne est de 11 °C, avec une amplitude thermique annuelle de 15 °C. Le cumul annuel moyen de précipitations est de 658 mm, avec 11,1 jours de précipitations en janvier et 8,1 jours en juillet. Pour la période 1991-2020, la température moyenne annuelle observée sur la station météorologique la plus proche, située sur la commune de Creil à 6 km à vol d'oiseau, est de 11,2 °C et le cumul annuel moyen de précipitations est de 662,2 mm,. Pour l'avenir, les paramètres climatiques de la commune estimés pour 2050 selon différents scénarios d'émission de gaz à effet de serre sont consultables sur un site dédié publié par Météo-France en novembre 2022.

### Milieux naturels et biodiversité
Hormis les espaces bâtis, qui comprennent 25 % de la commune sur 108 hectares, la surface du territoire est composée à 35,7 % de cultures sur 153 hectares. Les espaces boisés, compris majoritairement sur les coteaux de la montagne du Rocq, au bord des ruisseaux de Popincourt et du Champ Baron ainsi que dans la vallée alluviale de l'Oise rassemblent 94 hectares, soit près de 22 % de la superficie. L'ensemble des espaces herbacés en général s'étend sur 39 hectares. Le territoire compte également 9 hectares de marais, zones marécageuses et plans d'eau présents dans le fond de la vallée de l'Oise et 2 hectares de terrains nus. Le tissu urbain, assez peu concentré, comprend 7 hectares d'espaces verts. Les 15 derniers hectares restants sont occupés par le cours d'eau de l'Oise,.
Le territoire comprend de nombreux corridors écologiques potentiels, notamment entre Monceaux et la montagne de Rocq, et sert d'intermédiaire de la traversée de l'Oise pour de nombreuses espèces naturelles de la région. Elle se situe également sur un biocorridor de grande faune (chevreuil, sanglier, cerf) reliant la forêt d'Halatte, au sud, au bois du Plessis-Villette, à l'est.

## Urbanisme

### Typologie
Au 1er janvier 2024, Brenouille est catégorisée ceinture urbaine, selon la nouvelle grille communale de densité à sept niveaux définie par l'Insee en 2022.
Elle appartient à l'unité urbaine de Creil, une agglomération intra-départementale regroupant 23  communes, dont elle est une commune de la banlieue,,. Par ailleurs la commune fait partie de l'aire d'attraction de Paris, dont elle est une commune de la couronne,.

### Occupation des sols
L'occupation des sols de la commune, telle qu'elle ressort de la base de données européenne d'occupation biophysique des sols Corine Land Cover (CLC), est marquée par l'importance des territoires agricoles (52 % en 2018), en diminution par rapport à 1990 (56,6 %). La répartition détaillée en 2018 est la suivante : 
terres arables (49,2 %), forêts (19,2 %), zones urbanisées (17,5 %), zones industrielles ou commerciales et réseaux de communication (8,7 %), eaux continentales (2,6 %), zones agricoles hétérogènes (2 %), prairies (0,8 %). L'évolution de l'occupation des sols de la commune et de ses infrastructures peut être observée sur les différentes représentations cartographiques du territoire : la carte de Cassini (XVIIIe siècle), la carte d'état-major (1820-1866) et les cartes ou photos aériennes de l'IGN pour la période actuelle (1950 à aujourd'hui).

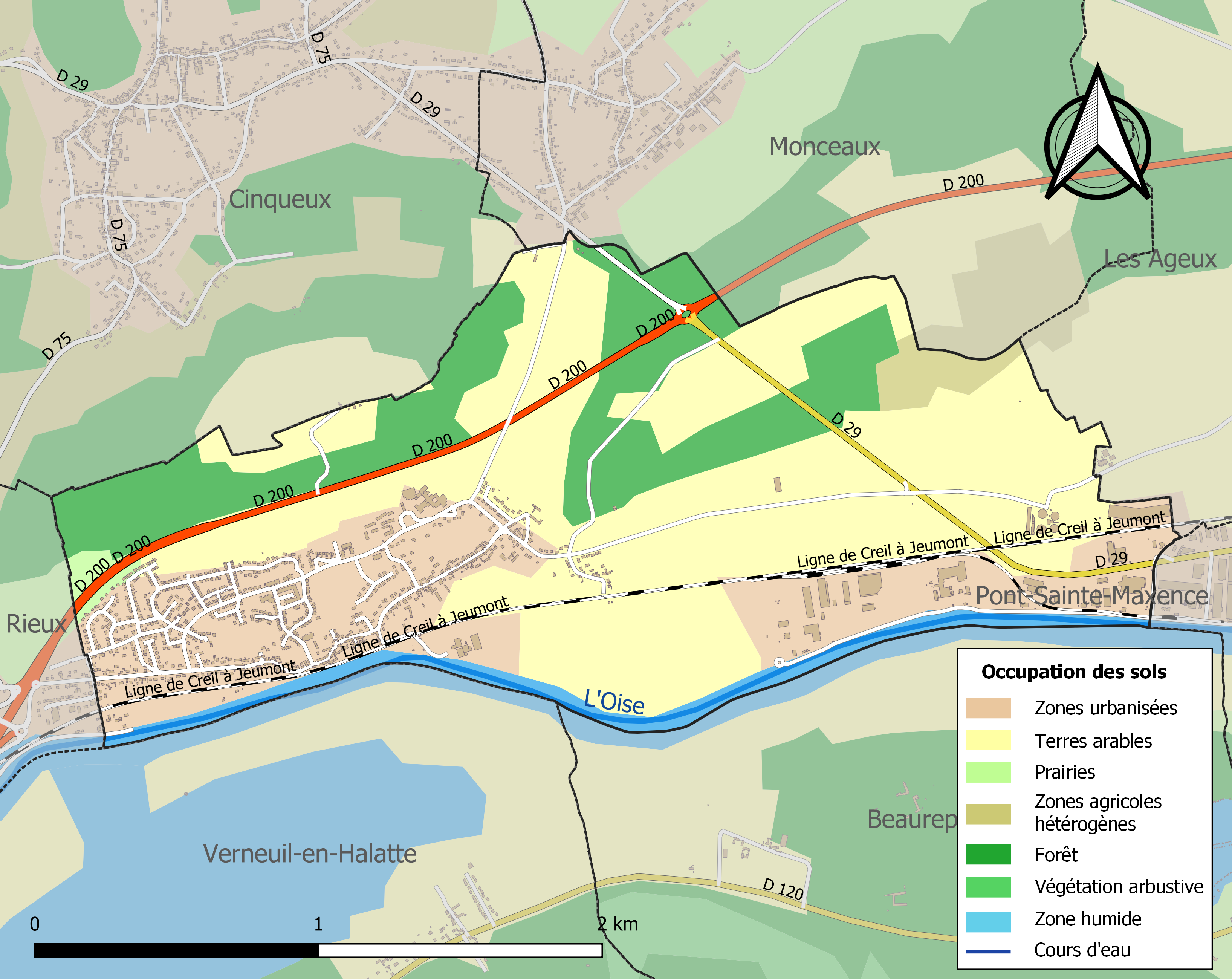
Carte des infrastructures et de l'occupation des sols de la commune en 2018 (CLC).

### Morphologie urbaine
Des pavillons ont été bâtis près de l'Oise. Une continuité urbaine existe avec Rieux à l'ouest, et une partie de la zone d'activités de Pont-Sainte-Maxence à l'est est située sur le territoire de Brenouille.

### Lieux-dits, hameaux et écarts
Hormis le chef-lieu, la commune ne possède pas de hameau. La ferme de Roc a une partie de ses bâtiments sur la commune de Brenouille et son habitation sur la commune de Cinqueux.

### Habitat et logement
En 2018, le nombre total de logements dans la commune était de 829, alors qu'il était de 833 en 2013 et de 788 en 2008.
Parmi ces logements, 96,7 % étaient des résidences principales, 0,8 % des résidences secondaires et 2,5 % des logements vacants. Ces logements étaient pour 85,2 % d'entre eux des maisons individuelles et pour 14,7 % des appartements.
Le tableau ci-dessous présente la typologie des logements à Brenouille en 2018 en comparaison avec celle de l'Oise et de la France entière. Une caractéristique marquante du parc de logements est ainsi une proportion de résidences secondaires et logements occasionnels (0,8 %) inférieure à celle du département (2,5 %) mais supérieure à celle de la France entière (9,7 %). Concernant le statut d'occupation de ces logements, 77,5 % des habitants de la commune sont propriétaires de leur logement (74,5 % en 2013), contre 61,4 % pour l'Oise et 57,5 pour la France entière.
| Typologie                                               | Brenouille | Oise | France entière |
| ------------------------------------------------------- | ---------- | ---- | -------------- |
| Résidences principales (en %)                           | 96,7       | 90,4 | 82,1           |
| Résidences secondaires et logements occasionnels (en %) | 0,8        | 2,5  | 9,7            |
| Logements vacants (en %)                                | 2,5        | 7,1  | 8,2            |

### Voies de communications et transports
Sur le plan des axes de communication, Brenouille est desservie par deux routes départementales. Reliant Creil à Compiègne, la voie industrielle de la rive droite de l'Oise, ou route départementale 200, a été tracée d'ouest en est, entre l'église et la montagne de Rocq. Dans la plaine, au nord-est, la route départemetale 29 de Liancourt à Pont-Sainte-Maxence présente peu de déclivité et croise la D200 par un giratoire. La D200 est accessible depuis Rieux par un échangeur. L'agglomération était traversée par une ancienne route départementale qui constituait sa rue principale et dont l'importance s'accroissait chaque jour, la route départementale 123 de Cires-lès-Mello à Gilocourt. Doublée par la D 200, elle fut déclassée en route communale de Villers-Saint-Paul à Pont-Sainte-Maxence, par Rieux. Le chemin communal no 3 relie le bourg à Monceaux. L'ancien itinéraire de la D 29 par les Ageux a été également déclassé en voie communale.
La ligne de chemin de fer de Creil à Aulnoye-Aymeries traverse en outre la commune d'est en ouest, entre le village et l'Oise, mais les trains ne s'arrêtent pas à Brenouille. La gare la plus proche, celle de gare de Rieux - Angicourt, n'est éloignée que de 2 km. Elle est desservie par des trains TER Hauts-de-France des relations C13 et C14 Compiègne - Creil - Paris-Nord.
Il existe en outre une desserte par autocars avec les lignes 629, 632, 6208, 6209 et 6216 du réseau interurbain de l'Oise.
La ligne 2 du réseau TOHM de Pont-Sainte-Maxence ainsi que le service de transport à la demande TAD'OHM desservent la commune.
L'aéroport Roissy-Charles-de-Gaulle est situé à 36 km au sud et l'aéroport de Beauvais-Tillé à la même distance, au nord-ouest. Il n'existe aucune liaison par des transports en commun entre la commune et ces aéroports.

## Toponymie
Brenouille eut successivement de nombreux noms : cum Bronoilo (843) ; cum villa Berulfi (937) ; Brenullia villaris (1112) ; in Bernulia villa (1131) ; in villa Bernosa (1182) ; apud Bernuille (vers 1236) ; Bregnoul (1480-1520) ; Brenulle (1517) ; Brenoille (1520) ; Brenoulle (1536) ; Brenouil (vers 1580) ; Brenouille (1603) ; Brenouil proche du pont saincte maxence (1634) ; Brenonville (1667) ; Bernoulle (1646) ; Brenoüille (1755) ; Brenouille sur Oyse (1777) ; Brennulles (1724) ; Brenouille sur Oise (XIXe) ; Brenouille (1840).
En picard, il se prononce Beurnouil. Ce fut un vicus gallo-romain, dont le nom peut signifier « lieu de la butte » ou selon Émile Lambert (historien et linguiste français 1890-1982), dérivé du français breneu et du picard berneu signifiant « lieu fangeux ».
La ferme et la montagne de Rocq doivent leur nom à un rocher dit Pierre de Roc (ou Roque). Ce n'est pas un monument hiératique, mais un simple produit du sol, découvert par l'érosion au cours des siècles.

## Histoire

### Des origines à la Renaissance
Brenouille fut un lieu celtique très anciennement connu. Plus tard son gué était utilisé par les Gallo-romains, puis par les Mérovingiens. L'abbaye de Chaalis, fondée en 1136, y possédait des biens. Au XIIIe siècle elle y créa un bac à perche pour faciliter les relations entre ses deux établissements. Ce bac desservait le chemin de Chaalis, entre la rue des Bois, à Verneuil-en-Halatte et Brenouille. Un ancien chemin gaulois, amélioré par les Romains et utilisé par les Mérovingiens, conduisait de Senlis au paladium d'Angicourt en traversant l'Oise par un gué situé un kilomètre environ en amont du bac. Jadis l'agglomération de Brenouille était établie sur l'ancien chemin de Creil à Compiègne qui existe toujours au pied de l'église. Les maisons étaient là pour échapper aux débordements, souvent forts importants, de la rivière. Lorsque les travaux eurent remédié à cette situation et qu'une bonne route fut établie à proximité de la rive, le village se déplaça de ce côté. On ne sait à quelle date fut construit le château de La Boissière, situé près de l'église. On le connaissait aux XVIe et XVIIe siècles. Il comportait une chapelle dédiée à saint Étienne. Toutes les constructions ont disparu. Les seigneurs de La Boissière avaient un fief assez considérable sous ce nom, auquel s'ajoutaient ceux de Siry et de Sermoise (ou Cernoy) et celui de la Montagne, avec la ferme). Le 2 mars 1537 la mairie royale de Rieux fut transférée à Brenouille. Elle était le siège d'une juridiction spéciale qui relevait de la châtellenie et du bailliage de Senlis, dépendants eux-mêmes directement du roi. Les officiers de cette mairie étaient le maire, le procureur du roi, un greffier des présentations, cinq sergents-priseurs, un clerc de greffe, quatre procureurs, tous nommés par le seigneur du lieu. Cette juridiction correspondait au tribunal de grande instance de nos jours. Les appels étaient présentés devant le bailliage de Senlis. L'autorité du maire s'étendait sur un assez vaste territoire comprenant Les Ageux, Angicourt, Brenouille, Cinqueux, le Fresne, Hardencourt, Labruyère, Liancourt (en partie), Monceaux, Mogneville, Monchy-Saint-Éloi, Rieux, Rosoy, Sacy-le-Grand (en partie), Saint-Martin-Longueau, Verderonne et une partie de Villers-Saint-Paul où se trouvait le fief de Morfontaine.

### Époque moderne et contemporaine

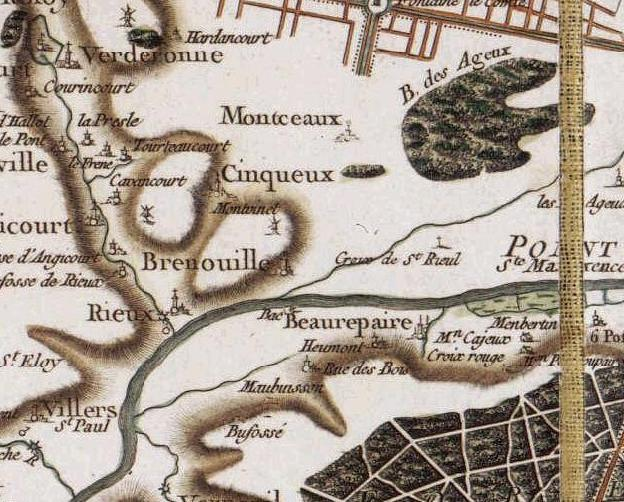
Brenouille par la carte de Cassini

Le comté et d'autres domaines, avec la seigneurie et la mairie de Brenouille furent délaissés par Henri III à sa sœur Marguerite de Valois, première épouse de Henri IV. Celle-ci les vendit à Louis de Fécam, seigneur de Verneuil-en-Halatte et de Pont-Sainte-Maxence, le 13 septembre 1613. Ce dernier aliéna peu après la mairie de Brenouille et le droit de pêche dans l'Oise (qui était un des droits seigneuriaux) au profit de Philippe Lebel, seigneur de La Boissière. La famille de celui-ci les vendit en 1714 à la maison de L'Aubespine, qui détenait le comté de Verderonne. Le 16 décembre 1739 ils passèrent à François Léonard comte d'Andlau. Le bac de Brenouille fut supprimé par arrêt du 20 décembre 1740. La carte de Cassini de 1756 indique la maison du passeur, située sur la rive gauche. Brenouille a eu deux hameaux, devenus communes : Les Ageux et Monceaux. La commune appartint au canton de Liancourt dès 1790, mais fut rattachée à celui de Mouy pendant quelques mois, du 15 octobre 1801 au 23 février 1802. Deux ponts de peu de largeur faisaient communiquer le village avec les terres situées en bordure de l'Oise. Celui dit du Bois de la Flaque a été supprimé dans les années 1960. L'autre ouvrage, le pont de la Révolution, a vu sa viabilité améliorée.

## Politique et administration

### Rattachements administratifs et électoraux

#### Rattachements administratifs
La commune se trouve depuis 1942 dans l'arrondissement de Clermont du département de l'Oise.
Elle faisait partie depuis 1802 du canton de Liancourt. Dans le cadre du redécoupage cantonal de 2014 en France, cette circonscription administrative territoriale a disparu, et le canton n'est plus qu'une circonscription électorale.

#### Rattachements électoraux
Pour les élections départementales, la commune fait partie depuis 2014 du canton de Pont-Sainte-Maxence
Pour l'élection des députés, elle fait partie de la septième circonscription de l'Oise.

### Intercommunalité
Brenouille était membre de la communauté de communes des pays d'Oise et d'Halatte, un établissement public de coopération intercommunale (EPCI) à fiscalité propre créé fin 1997  et auquel la commune a transféré un certain nombre de ses compétences, dans les conditions déterminées par le code général des collectivités territoriales.

### Liste des maires
| Période         | Période                   | Identité                | Étiquette | Qualité |
| --------------- | ------------------------- | ----------------------- | --------- | --- |
| 1867            | 1876                      | Félix Tainturier        |           | |
| novembre 1876   | 1883                      | Achille Lemaire         |           | |
| 1884            | 1888                      | Félix Tainturier        |           | |
| 1889            | mi-1892                   | François Drouart        |           | |
| mi-1892         | mars 1893                 | Jean-Baptiste Delacourt |           | |
| avril 1893      | 1899                      | Victorix Delacourt      |           | |
| 1900            |                           | Jules Ducrocq           |           | |
| 1901            | septembre 1904            | Loujis Renier           |           | |
| octobre 1904    | novembre 1912             | Toussaint Gombart       |           | |
| décembre 1912   | 1915                      | Charles Bourlon         |           | |
| 1916            | 1919                      | Lules Mothé             |           | Conseiller municipal assurant l'intérim du maire et de l'adjoint mobilisés |
| 1920            | 21 août 1923              | Georges Patin           |           | Mort en fonction |
| août 1923       | mi-coctobre 1930          | Charles Claux           |           | |
| 25 octobre 1930 | juin 1936                 | Charles Bourlon         |           | |
| juillet 1936    | avril 1945                | Alfred Gachet           |           | |
| mai 1945        | mai 1948                  | Jules Claux             |           | |
| mai 1948        | janvier 1950              | Fernand Tellier         |           | Démissionnaire |
| mai 1950        | janvier 1958              | Jules Claux             |           | |
| 16 février 1958 | janvier 1968              | Henri Delaplace         |           | Tourneur fraiseur, syndicaliste FO Membre du Conseil économique et social (1960 → 1974) |
| octobre 1968    | mai 1974                  | Roland Bravard          |           | Professeur de français au lycée de Creil |
| mai 1974        | 31 mai 1986               | Henri Delaplace         |           | Tourneur fraiseur, syndicaliste FO Membre du Conseil économique et social (1960 → 1974) Décédé en fonction |
| juin 1986       | avril 2014                | Thierry Nollet          |           | Professeur |
| avril 2014      | En cours (au 7 mars 2023) | Khristine Foyart        |           | Conseillère départementale de Pont-Sainte-Maxence (2015 → 2021) Vice-présidente du conseil départemental de l'Oise (2015 → 2021) Vice-présidente de la CCPOH (2008 → ) Chevalière des Arts et Lettres Réélue pour le mandat 2020-2026 |

## Population et société

### Démographie

#### Évolution démographique
L'évolution du nombre d'habitants est connue à travers les recensements de la population effectués dans la commune depuis 1793. Pour les communes de moins de 10 000 habitants, une enquête de recensement portant sur toute la population est réalisée tous les cinq ans, les populations de référence des années intermédiaires étant quant à elles estimées par interpolation ou extrapolation. Pour la commune, le premier recensement exhaustif entrant dans le cadre du nouveau dispositif a été réalisé en 2005.

En 2022, la commune comptait 2 120 habitants, en évolution de +3,87 % par rapport à 2016 (Oise : +0,87 %, France hors Mayotte : +2,11 %).
| 1793 | 1800 | 1806 | 1821 | 1831 | 1836 | 1841 | 1846 | 1851 |
| ---- | ---- | ---- | ---- | ---- | ---- | ---- | ---- | ---- |
| 218  | 240  | 256  | 246  | 206  | 199  | 200  | 197  | 196  |

| 1856 | 1861 | 1866 | 1872 | 1876 | 1881 | 1886 | 1891 | 1896 |
| ---- | ---- | ---- | ---- | ---- | ---- | ---- | ---- | ---- |
| 193  | 192  | 184  | 186  | 188  | 201  | 221  | 211  | 213  |

| 1901 | 1906 | 1911 | 1921 | 1926 | 1931 | 1936 | 1946 | 1954 |
| ---- | ---- | ---- | ---- | ---- | ---- | ---- | ---- | ---- |
| 208  | 224  | 196  | 232  | 268  | 266  | 248  | 257  | 348  |

| 1962 | 1968 | 1975 | 1982 | 1990  | 1999  | 2005  | 2006  | 2010  |
| ---- | ---- | ---- | ---- | ----- | ----- | ----- | ----- | ----- |
| 356  | 374  | 428  | 860  | 1 843 | 2 223 | 2 197 | 2 184 | 2 132 |

| 2015  | 2020  | 2022  | - | - | - | - | - | - |
| ----- | ----- | ----- | - | - | - | - | - | - |
| 2 069 | 2 008 | 2 120 | - | - | - | - | - | - |

#### Pyramide des âges
La population de la commune est relativement jeune.
En 2018, le taux de personnes d'un âge inférieur à 30 ans s'élève à 35,3 %, soit en dessous de la moyenne départementale (37,3 %). À l'inverse, le taux de personnes d'âge supérieur à 60 ans est de 22,1 % la même année, alors qu'il est de 22,8 % au niveau départemental.
En 2018, la commune comptait 991 hommes pour 1 022 femmes, soit un taux de 50,77 % de femmes, légèrement inférieur au taux départemental (51,11 %).
Les pyramides des âges de la commune et du département s'établissent comme suit.
| Hommes | Classe d’âge | Femmes |
| ------ | ------------ | ------ |
| 0,1    | 90 ou +      | 0,2    |
| 3,3    | 75-89 ans    | 3,9    |
| 18,2   | 60-74 ans    | 18,4   |
| 22,2   | 45-59 ans    | 21,8   |
| 19,7   | 30-44 ans    | 21,5   |
| 15,9   | 15-29 ans    | 15,1   |
| 20,5   | 0-14 ans     | 19,1   |

| Hommes | Classe d’âge | Femmes |
| ------ | ------------ | ------ |
| 0,5    | 90 ou +      | 1,4    |
| 5,5    | 75-89 ans    | 7,6    |
| 15,6   | 60-74 ans    | 16,3   |
| 20,8   | 45-59 ans    | 20     |
| 19,4   | 30-44 ans    | 19,4   |
| 17,6   | 15-29 ans    | 16,2   |
| 20,6   | 0-14 ans     | 19,1   |

## Culture locale et patrimoine

### Lieux et monuments

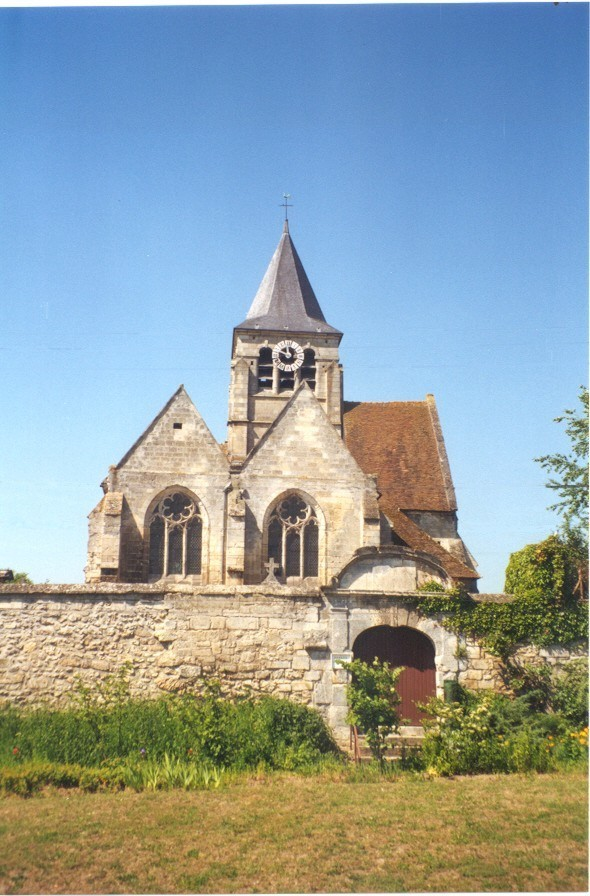
Vue sur le chevet (1999).

Brenouille compte un  monument historique sur son territoire, l'église Saint-Rieul (inscrite monument historique en 1927). C'est l'une des très rares églises dédiées au premier évêque de Senlis, saint Rieul, qui subsistent dans la région. Les parties les plus anciennes de l'édifice actuel remontent au milieu du XIIe siècle. Ce sont la croisée du transept et le croisillon nord. Les remaniements et agrandissements successifs ont donné à l'édifice un caractère disparate, ce qui fait en partie son intérêt. Le croisillon nord et la chapelle latérale au nord du chœur datent en effet de la fin du XIIe siècle, et le chœur-halle de deux fois deux travées du XIVe siècle. Ces parties affichent de différents stades de l'architecture gothique.
La nef et les bas-côtés ont été remplacés par un complexe de style classique au cours des années 1780, et achevés quelques mois avant la Révolution française.
L'église Saint-Rieul a été restaurée en 1962 et en 2012. Les messes dominicales y sont célébrées en principe le second et le cinquième dimanches du mois.

### Personnalités liées à la commune
- Saint Rieul.
- Jim Soquet

### Héraldique
| Blason de Brenouille | Blason  | De sinople à fasce d'argent.                     |
| Blason de Brenouille | Détails | Le statut officiel du blason reste à déterminer. |